# Toma Caragiu
Toma Caragiu (n. 21 august 1925, Argos Orestiko <în greacă: Άργος Ορεστικό sau Hrupisti>, Grecia – d. 4 martie 1977, București) a fost un actor român de origine aromână, cu activitate bogată în radio, teatru, televiziune și film. A interpretat cu precădere roluri de comedie, dar a jucat și în drame, unul dintre filmele sale de referință fiind Actorul și sălbaticii (1975).

## Biografie
S-a născut la 21 august 1925 într-o familie de aromâni (Nico Caragiu și Atena Papastere Caragiu) originară din satul grecesc Aetomilitsa, provincia Konitsa, prefectura Ioannina, regiunea Epir.  În anul 1944 familia Caragiu s-a stabilit la Ploiești, pe str. Rudului 144, după cedarea Cadrilaterului Bulgariei, anterior locuind, după emigrarea lor din Grecia, în comuna Sarsânlar, județul Durostor. Toma a fost elev în clasa a opta la Liceul „Sfinții Petru și Pavel” din Ploiești. Actorul declara mai târziu:
„...am copilărit și am făcut școala la Ploiești. Sunt deci ploieștean get-beget.”—Toma Caragiu
A fost cooptat în trupa de teatru a liceului și a scris în revista liceului Frământări. A primit diploma de bacalaureat în vara anului 1945. S-a înscris la Drept, dar a abandonat cursurile iar un an mai târziu a intrat la Conservatorul de Muzică și Artă Dramatică București, clasa Victor Ion Popa. În vacanțe a susținut o muncă de animator cultural și, în colaborare cu alți artiști, a realizat spectacolul Take, Ianke și Cadîr de V. I. Popa, pe care l-a jucat la cinematograful „Modern” din Ploiești, apoi Trandafirii roșii de Zaharia Bârsan. Astfel s-a înființat nucleul denumit „Brigada culturală Prahova”, care s-a transformat ulterior în Teatrul Sindicatelor Unite (1947) și Teatrul de Stat Ploiești (1949). Debutul pe scenă l-a făcut pe scena studioului Teatrului Național din Piața Amzei (1949), când, fiind student în anul III, a jucat rolul unui scutier în piesa Toreadorul din Olmado pus în scenă de regizorul Ion Șahighian.
La 1 mai 1948 s-a angajat ca membru al corpului artistic al Teatrului Național. A obținut diploma de absolvire a IATC în 1949, la vârsta de 24 de ani. La 1 aprilie 1951 s-a angajat la Teatrul de Stat din Constanța, recent înființat, unde a jucat, printre alte roluri, pe Rică Venturiano în piesa O noapte furtunoasă.
În 1953, la vârsta de 28 de ani, a fost numit director al Teatrului de Stat din Ploiești, funcție pe care a deținut-o timp de 12 ani. A interpretat pe scena ploieșteană 34 de roluri. În 1955 a debutat în cinematografie în filmul lui Gheorghe Tobias, Nufărul roșu. În 1965 a fost invitat de Liviu Ciulei și la Teatrul Bulandra din București.
A jucat alături de Ștefan Bănică, Octavian Cotescu, Anda Călugăreanu și alții. A murit sub dărâmăturile blocului din București unde locuia ca rezultat al cutremurului din 1977. Toma Caragiu a fost înmormântat la cimitirul Bellu din București.

## Viața personală
După primii ani de viață petrecuți în Grecia, Toma s-a refugiat împreună cu familia (mama, tata și cele două surori mai mici, Matilda și Geta) în Cadrilater, pe atunci în România. După o serie de peregrinări, s-au stabilit la Ploiești, unde Toma a terminat liceul.
S-a căsătorit în 1952 cu o colegă de teatru, Maria Bondar (alintată „Bebe”). Cei doi au divorțat în 1962. În timpul căsniciei ei adoptaseră o fată de 3 ani, Maria (Doina) Caragiu; aceasta nu a urmat cariera artistică a tatălui, declarând într-un interviu din 2007: „nu am talentul lui, cultura lui, nici măcar nu-i continui meseria”, dar beneficiind de drepturi de autor după tatăl său.
În 1963 a avut loc căsătoria cu Elena Bichman (n. 1937, București - d. 2024, Statele Unite ale Americii ), tot actriță, aflată și ea la a doua căsnicie, după divorțul de actorul și dramaturgul Paul Ioachim. După moartea artistului, Elena Caragiu (familiar Mimi) a părăsit în 1977 România și s-a stabilit în Statele Unite ale Americii, continuându-și viața și recurgând la diverse expediente sub numele de Helen Cara-Chester. A revenit în România în septembrie 2011, dorind să înființeze casa memorială Toma Caragiu.
În 1964 actorul s-a mutat la București împreună cu soția și a cumpărat o casă rustică în satul Brătulești, comuna Periș, aflată la circa 29 km de capitală, unde își petrecea timpul liber. Casa a fost vândută după moartea actorului de către moștenitoarea sa, Maria (Doina) Caragiu.

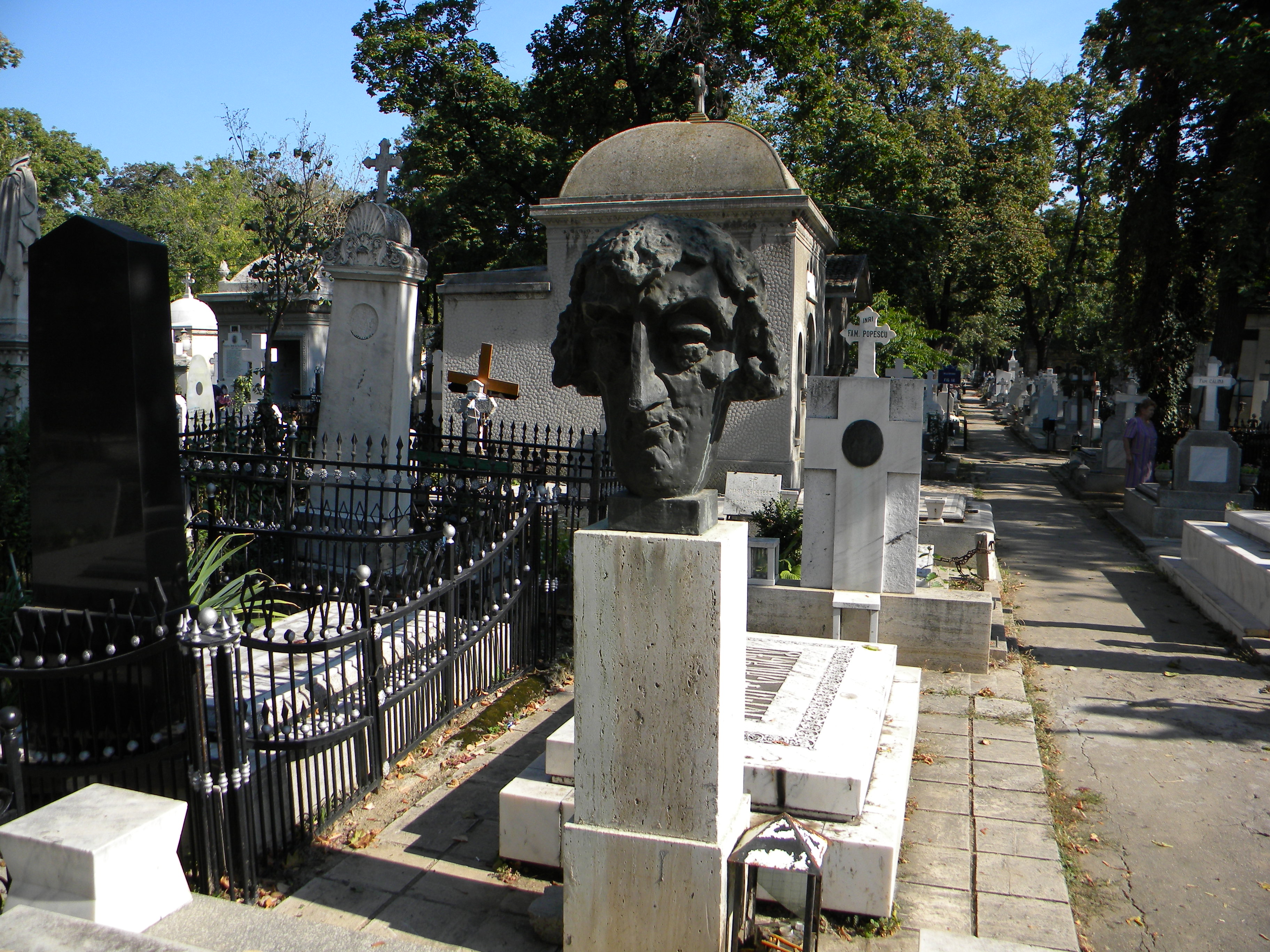
Mormântul lui Toma Caragiu

În seara cutremurului de pe 4 martie 1977, artistul îl avea în vizită pe prietenul său, regizorul de film și televiziune Alexandru Bocăneț, venit să sărbătorească finalizarea filmului său Gloria nu cîntă, în care Caragiu a jucat rolul principal. Imobilul în care locuia (blocul Continental) a fost distrus de cutremur până la etajul III (Toma Caragiu locuia la etajul II), dar cei doi au fost surprinși încercând să fugă pe scări și prinși între dărâmături. Trupul actorului a fost găsit la șase zile după cutremur, iar funeraliile au avut loc a doua zi, la 11 martie 1977, în cimitirul Bellu.
Una din surorile actorului, Matilda Caragiu (căsătorită Marioțeanu), a fost o lingvistă, membră a Academiei Române. Cealaltă soră, Geta Caragiu (căsătorită Gheorghiță), a fost o sculptoriță.

## Distincții
- Ordinul Muncii clasa a III-a (28 ianuarie 1954) „cu ocazia împlinirii a cinci ani de activitate a Teatrului de Stat din Arad, Teatrului de Stat din Brăila, Teatrului Maghiar de Stat din Cluj, Teatrului Evreesc de Stat din București, Teatrului Maghiar de Stat din Oradea, Teatrului de Stat din Ploești, Teatrului de Stat din Pitești, Teatrului de Stat din Reșița, Teatrului de Stat din Sibiu, Teatrului Maghiar de Stat din Sf. Gheorghe, Teatrului de Stat din Orașul Stalin, Teatrului Secuesc de Stat din Târgu Mureș, Teatrului Evreesc de Stat din Iași, Teatrului de Stat din Timișoara și pentru merite în activitatea artistică”[14]
- Ordinul Meritul Cultural clasa a III-a (6 noiembrie 1967) „pentru merite deosebite în domeniul artei dramatice”[15]
- Ordinul Steaua Republicii Socialiste România clasa a IV-a (1971) „pentru merite deosebite în opera de construire a socialismului, cu prilejul aniversării a 50 de ani de la constituirea Partidului Comunist Român”[16]

## Filmografie

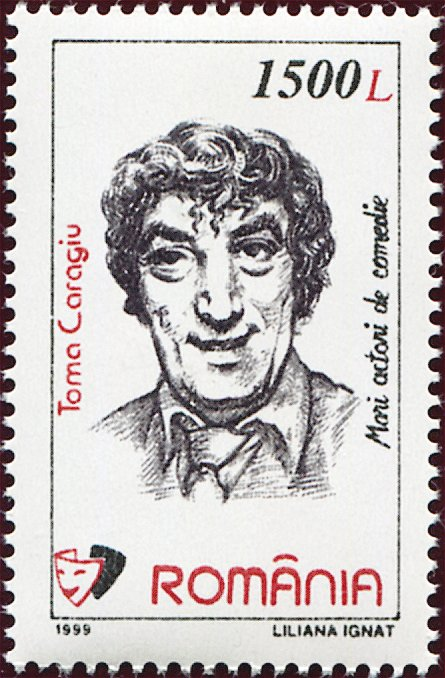
Imaginea actorului pe un timbru românesc din 1999

Toma Caragiu a jucat în 41 de filme.
- Nufărul roșu (1955)
- Nu vreau să mă însor (1961)
- Vară romantică (1961)
- Poveste sentimentală (1962)
- Străzile au amintiri (1962)
- Politică cu... delicatese (sm, 1964)
- Pădurea spînzuraților (1965)
- Cartierul veseliei (1965)
- Procesul alb (1966)
- Haiducii (1966)
- Vremea zăpezilor (1966)
- Șeful sectorului suflete (1967)
- Subteranul (1967)
- Corigența domnului profesor (1968)
- De trei ori București (1968) - segmentul „București”
- Răpirea fecioarelor (1968)
- Răzbunarea haiducilor (1968)
- K.O. (1968)
- Brigada Diverse intră în acțiune (1970)
- Haiducii lui Șaptecai (1971)
- Zestrea domniței Ralu (1971)
- Facerea lumii (1971)
- Săptămîna nebunilor (1971)
- Brigada Diverse în alertă! (1971)
- B.D. la munte și la mare (1971)
- Urmărirea (serial TV, 1971)
- Bariera (1972)
- Explozia (1972)
- Ciprian Porumbescu (1973)
- Dragostea începe vineri (1973)
- Proprietarii (1974)
- Trei scrisori secrete (1974)
- Tatăl risipitor (1974)
- Un august în flăcări (1974)
- Actorul și sălbaticii (1975)
- Nu filmăm să ne-amuzăm (1975)
- Mastodontul (1975)
- Singurătatea florilor (1976)
- Operațiunea Monstrul (1976)
- Premiera (1976)
- Serenadă pentru etajul XII (1976)
- Condiția Penelopei (1976) - voce
- Tufă de Veneția (1977)
- Buzduganul cu trei peceți (1977)
- Marele singuratic (1977)
- Gloria nu cîntă (1977)